# Neodillenia
Neodillenia es un género con tres especies de plantas  perteneciente a la familia Dilleniaceae.  Comprende 3 especies descritas y de estas, solo 2 aceptadas.

## Taxonomía
El género fue descrito por Gerardo Antonio Aymard Corredor y publicado en Harvard Papers in Botany 10: 121. 1997.

## Especies
- Neodillenia coussapoana Aymard
- Neodillenia peruviana Aymard
- Neodillenia venezuelana Aymard